# ウィッチウォッチ
『ウィッチウォッチ』 (WITCH WATCH) は、篠原健太による日本の漫画。『週刊少年ジャンプ』（集英社）において、2021年10号から連載中。2025年2月時点でコミックスの累計発行部数は300万部を突破している。

## ストーリー
乙木守仁（モリヒト）は鬼の力を有していたものの、他者を傷つけることを恐れ、自らを抑え込んできた。ある日、幼馴染の若月ニコが魔女としての修業を終え、6年ぶりに彼の元へ帰ってくる。
帰郷早々、トラブルを起こしていくが、モリヒトの父や二コの母の取り計らいによりモリヒトは二コの使い魔になり、2人で同居をすることになる。
ニコ本人には知らされていなかったが、彼女には「1年以内に災いが起きる」という危険性が母親の若月伊吹の魔法によって予言されていた。その回避方法としては「守護者は使い魔」ということが判明していたために、伊吹は使い魔の血統で鬼の一族の乙木家に協力を求めている。依頼を受けたモリヒトの父親は自分が海外出張へ旅立つ前日に、モリヒトに事情を説明してニコを乙木家で護衛するように命じていたのだった。ニコと暮らし始めたモリヒトは軽率に魔法を使って失敗する危なっかしい性格の彼女に呆れつつも、彼女に命の危険が迫った際に己の力を解放し、守っていくことを決意する。
モリヒトとニコは共に私立翌檜高等学校に入学して1年3組の生徒となる。モリヒトは当初、自分たちの正体や能力をなるべく公にするつもりはなかったが、ニコの魔法の騒動がきっかけで結局入学2日以内にはそれぞれが魔女と鬼であることはクラス中に露見することとなり、その存在は同級生たちに受け入れられた。
ニコが魔女の修行中に仲良くしていた風祭監志（カンシ）もまた使い魔の血統であり、ニコの護衛を伊吹から頼まれて翌檜高校を調査していた。一連の騒動やカンシが持ってきた伊吹の新たな予言により、災いは「ニコが魔法使いに襲われること」が確定し、ニコ本人もそのことを認識する。乙木家の同居生活にカンシが加わる。
ニコは高校ではよく生徒たちに相談されてモリヒトのサポートと共に魔法で人助けをしていたが、「魔女のお悩み相談」と称して本格的にその活動を始めるのだった。
隣町に住む魔女の宮尾音夢（ネム）は、以前から猫に化けてこっそり乙木家に訪れていたが、悪い魔女がニコを狙って悪だくみする現場を目撃したため、元の人間の姿でニコたちに接触する。ネムは、魔女には正義の「白魔女」と悪の「黒魔女」がいること、ニコが千年に一度の特別な白魔女であり、その魔力を黒魔女が狙うのだと伝える。多くの人々を操ってニコを襲おうとした黒魔女の起こした騒動を皆で収めるも、それをさらに操っていた首謀者の正体は不明のままであった。今回の件で協力を申し出ていた、1年3組のクラスメイト真神圭護（ケイゴ）が事件を通して先祖返りした使い魔の血統だったことがわかる。事件解決後、ニコの魔女一人につき一回しか使えない魔法の薬をもらい、母の足の怪我を治してもらう。ケイゴは恩返しも兼ねて彼女の護衛として乙木家に入居する。そして、ネムはニコと友達になり、定期的に乙木家に遊びに行くようになる。
伊吹の新たな予言により、乙木家のメンバーとネムは、黒魔女に対抗できる可能性を持つという「魔を祓う古の眷属」を訪ねる。出迎えたのは中学3年生の霧生見晴（ミハル）とその父親だった。ミハルの父は祓魔師をしており伊吹に恩があったためニコたちを歓迎する。霧生一族もモリヒト達と同じく使い魔の血統でミハルは生まれたときから力が発現しており、その力は一族の中でもトップクラスに高かった。一同は黒魔女の襲撃に遭うが、ミハルの能力とニコの魔法の共同作業で黒魔女から命を奪わずに魔力のみを消し去ることに成功する。ミハルは血統の影響で食欲とはまた違う飢餓感に苦しみ日常生活に支障が出ていて高校への進学もあきらめようとしていたが、モリヒトたちの側にいることでそれを解消することができるうえ、ミハルもそれを望んだため、利害関係の一致で両親から預けられて乙木家へ移住する。

## 用語解説
魔女
魔力を有し魔法を行使できる人間の総称。現代の魔女は魔女狩りから逃れるため日本に移住してきた者の子孫であり、幼少期は力をコントロールするため修業を積み、修業期間を終えると一般社会に溶け込んで生活している場合が多い。一般的な魔女は空を飛んだり小さな物を動かしたりするといった基本魔法を除き、自分の特性に合った特殊魔法を数種類扱える程度だが、ごく稀に膨大な魔力を持ち多彩な魔法を操る魔女もいる。
善の白魔導を信仰し、人々を救うことを使命にする魔女を白魔女（ウィッチ）、悪の黒魔導を信仰し、私利私欲のために魔法を悪用する魔女を黒魔女（ウォーロック）と呼ぶ。黒魔女は過去に白魔女に敗れて全滅したが、魔女の血を引く者の中には精神的や外的な要因で白から黒に落ちる者もいる。ミハルの魔力吸収とニコの回復魔法のコンボで、魔力を吸い出す事で普通の人間にすることができ、体が定着するまでの約1ヶ月以内に魔力的刺激を与える事で、白魔女として魔力は戻る。
魔女になるのはほとんどが女性だが、力が覚醒すれば男性でも魔法が使えるようになり、黒魔女には男性も含まれる場合がある。
使い魔
魔女と主従関係を結び、忠実に付き従う下僕のこと。通常は動物であるが、魔力を得て人間の姿になる個体も出てきた。モリヒトらの先祖も元は動物であり、世代を重ね人間と交配する中で、伝承で知られる妖怪のような存在となった。例えば、牛や虎の使い魔の中には鬼になる者、カラスの使い魔の中には天狗になった者などもいる。現代ではその役割は形骸化しており、基本的に希望者のみが小動物と契約できるなど、ペットのような存在となっている。
光の蝶
災いの日にニコの体から抜け出た。ニコの魔法の化身的存在で、1頭につき1つ、ニコの魔法の力が宿っている。何かしらの願望を持った者に引き寄せられ、それを体内に宿す事で、魔女の血を引かない者であっても、一時的に特定の魔法が使える魔法使いになれる。宿した者は、その力を死守しようとする。ニコの体に戻す事で、ニコに魔法が帰る上に身体も成長する。

## 登場人物
担当声優はテレビアニメ版 / ボイスコミック版の順番に表記。特記がない場合はテレビアニメ版での配役。ボイコミコント版は配役が不明瞭なため記載しない。　

### 乙木家
若月 ニコ（わかつき ニコ）
声 - 川口莉奈 / 京花優希
本作の主人公。モリヒトの幼馴染である魔女。小学4年生のころに魔女の聖地で修業をするため引っ越していったが、6年間の修行を終えて帰って来た。
性格は明朗快活で天然気質。人の役に立つ立派な魔女を目指すもののドジでおっちょこちょいな性分のため、しばしば魔法によるトラブルを起こしてはモリヒトを振り回す。語尾に「〜のよ」という癖がある。
幼少期は舌足らずだったためにモリヒトの名前を「モイヒト」と発音しており、現在でもモリヒトのことを「モイちゃん」と呼ぶ。自分のことをそばで助けてきたモリヒトに淡い恋心を抱いており、魔女と使い魔の古い盟約によって鬼の一族であるモリヒトを使い魔に指名した。
幼少期は両親と三人で暮らしていたが、父親はニコが幼少期に魔法の暴走によって家を半壊させた際に「魔女と人間が家族になることは難しい」と家を出て行ってしまった過去がある。
実は強い魔力を秘めた千年に一人の特別な白魔女「千の魔女」であり、その膨大な魔力を黒魔女に狙われることとなる。
「災いの日」に致命傷を負ったモリヒトを救うためマジョリカバリーを使うが、代償として時間を捧げたことで、モリヒト達と過ごした記憶や習得した魔法を失い、5歳児の姿に若返ってしまう。これにより使い魔達にはニコの身体から抜け出た魔力が形を成した光の蝶を全て回収し、ニコを元の年齢に戻す新たな任務が課される。
乙木 守仁（おとぎ もりひと） / モリヒト
声 - 鈴木崚汰、藤原夏海（幼少期） / 末次楓、叶弥生（少年期）
本作のもう一人の主人公。魔女の使い魔で人間化した牛と虎を先祖とする、鬼の力を持つ少年。鬼の角のように一本だけとがったくせ毛が特徴である。
先祖の古い盟約に従い、ニコの使い魔となる。1年以内にニコの身にふりかかると予言された災いを防ぐため、ニコと同居して彼女を護衛する。
生真面目で責任感の強いクールな性格だが、世話焼きで苦労人気質。同時に凝り性でもあり、ヴィンテージやカフェ巡りなどの趣味が関わると夢中になったり多弁になったりするところもあり、ケイゴとは一晩中映画の話をした後、喧嘩になり数日間口を利かなくなったこともある。少年時代に鬼の力を制御できず桃田を大怪我させ周囲から避けられた過去から、当初は他人と関わることにも自分や他人が人ならざる能力を行使することにも否定的だった。そのこともあってか非常にストイックな性分。
幼馴染のニコは護衛対象として大切にしているが、一方で特別な感情は妨げになると自らの気持ちを封じ込めているところもある。
鬼であるため怪力を発揮する能力を持つ。幼少期は力を制御できなかったが、父親から修業を受け、力をコントロールするための鬼艮術を教わっている。
基本的に表情を表に出さないが、喜怒哀楽はむしろ豊かで、ニコの魔法によってそれが露になったこともある。お笑いが好きで、笑う時だけは表情にもそれが表れる。笑いに対してはストイックで、カンシとケイゴの漫才のネタ作りや、ニコ、カンシ、ケイゴのYouTubeチャンネルのプロデュースを行ったこともある。
風祭 監志（かざまつり かんし） / カンシ
声 - 天﨑滉平、塚田悠衣（幼少期）
天狗の力を持つカラスの使い魔の少年。一人称は「ワシ」で関西弁で喋る。気さくで情に厚く、誰とでもすぐに仲良くなれる性格。翌檜高校在学だが、ニコやモリヒトと異なり1年4組所属。
ニコとは修行期間中によく遊んでいた仲で、ニコからは「カンちゃん」と呼ばれている。
金銭面でルーズなところがあり、借金で首が回らなくなったところをニコの母に肩代わりしてもらったことがある。その恩義があるニコの母に頼まれ、モリヒトと同じくニコの使い魔となった。当初は一人暮らしをしていたが、舞い上がって生活費をすべて遊びに使い切ってしまったため乙木家に転がり込む。
上記理由により多くのアルバイトをしており、そこで様々なスキルを身に着けている。
天狗と鬼は種族的に不仲だったため鬼であるモリヒトを最初は敵視していたが、一方でこのような問題はない方がいいとも考えており、最終的にモリヒトとの関係も落ち着いた。
錫杖を振るって風を操る能力を持ち、天狗の隠れ蓑という道具を用いて一定時間姿を隠すこともできる。またカラスの使い魔であるため町中のカラスと会話ができ、情報収集を可能とする。
真神 圭護（まがみ けいご） / ケイゴ
声 - 石川界人
ニコやモリヒトと同じ1年3組のクラスメイト。オタク気質でマイナーなものが好きな自分に酔っている、自他共に認める「サブカルクソ野郎」。かつてはフィギュアスケート選手だったが母親とともに車で大会に向かう途中で交通事故に会い、足を負傷して引退した過去を持つ。
モリヒトには何かと声をかけたことで友人となった。小規模ながらユーチューバー「Keigo Magami〜透明の虹〜」として活動しており、同じくユーチューブで「カンニコチャンネル」の活動を始めたニコやカンシにアドバイスを行ったことで彼らとも仲良くなる。ただしトークがつまらないなどの原因もあり、再生回数はそれほどでもないが、たまにバズる。
その正体は狼の使い魔である狼男。狼男自体は途絶えた一族でありケイゴの両親も普通の人間だったが、先祖返りで能力が発動した。
交通事故を機にフィギュアスケートを引退した本当の理由も、足の負傷自体は回復したが狼男としての能力が表人格に影響しているのならフェアではないと考えたため。だが当時の交通事故で母親が重傷を負い、車椅子生活を余儀なくしたことに心を痛めていた。そこを黒魔女である「付与の魔女」に付け込まれ、母親の足を治す代わりに使い魔として契約をさせられてニコを捕まえる計画に協力していた。モリヒトに何かと声をかけていたのもそのため。
災いの予言を巡る事件を経て、付与の魔女が命を落とした後は契約が切れて解放される。その後はニコから万能薬をもらって母親の足を完治させてもらい、回復した母が海外での活動を再開したことで新たな使い魔として乙木家に居候を始める。
ウルフに変身していない時は普通の人間の体であるため戦闘などには参加できないが、ニコが魔法を封じ込めた指輪をはめることで空中浮遊魔法を使用できる。
ウルフ
ケイゴの裏人格で、狼男本来の姿。能力自体は血が薄れて変化しており、満月を見ても狼に変身しなくなった代わりに、三日月型のものを見ると凶暴さと野生の強さを持った別人格に変身する。
身勝手で凶暴な性格の戦闘狂で、表出すると言葉遣いも荒々しくなり欲望に忠実な行動をとる。獣のメスが強いオスに惹かれるように女にもモテるようになる。束縛されることを嫌うが、狼の習性として自分を倒したモリヒトの指示だけは次に倒すまで大人しく聞いている。
知らない間に問題を起こすウルフの人格はケイゴの悩みの種ではあるが、一方で幾度となくウルフの人格に助けられたことや強さと自由さに憧れていることもあって仲は悪くない。
霧生 見晴（きりゅう みはる） / ミハル
声 - 若井友希
吸血鬼の力を持つコウモリの使い魔の少年。中学3年生。ニコの母・伊吹の新たな予言に沿って訪れた聖地にてモリヒト達が出会った美少年。まつげが長く色白の肌を持ち、少女と見間違うほどの容姿をしている。長時間直射日光を浴びると倒れてしまうため、よく日傘をさしている。
一見おしとやかで礼儀正しく振舞うが空気が読めず、グロテスク、ノンデリカシーな発言を好む。
家は代々祓魔師の家系で、父親も表向きは神父を勤めながら祓魔師として活動している。 ミハル自身も祓魔師として特に強力な力を有しており、日傘に仕込んだ細剣を武器に戦うことができる。
現代の吸血鬼は血を吸わなくなった代わりに皮膚から生命エネルギーや魔力を吸収する。霧生家自体は吸血鬼の力が薄まり、吸血鬼もいずれ衰退していく種族だったが、吸血鬼として強力な力を持って生まれたミハルは特に生命エネルギーを必要としていた。
能力に目覚めた最初は友人から少しずつ生命エネルギーをかすめ取っていたが、成長するに従って必要なエネルギーが増えると父親一人から生命エネルギーをもらうようになった。その結果父親の老化が進み、必要なエネルギーを少なくするため昼の活動を徐々に減らして進学も諦める予定だったが、モリヒトから自分達使い魔の持つ強力な生命エネルギーの供給を提案されたことで乙木家に居候を始めた。
番（バン）
竜の使い魔。子供に戻ったニコの身の回りの世話をさせるべく、モモチの提案によってニコの新たな使い魔として召喚された。
普段の姿は竜そのものだが、高次元の動物であるため一定時間のみ人間化することができる。人間体は緑髪の若い女性だが、自堕落で酒やギャンブルを好む「おっさん」のような性格。当初モリヒトからは不安視されたが、子供と同じ目線で接することができることからニコの良き遊び相手となった。酒を燃料にして口から放つ「竜の息吹（ドラゴンブレス）」という特技を持ち、高温から低温まで自由に温度調節が可能。

### 白魔女たち
宮尾 音夢（みやお ねむ） / ネム
声 - 楠木ともり
ニコたちの隣町に住む良家の魔女。松葉高校1年。「変身の魔女」で猫に姿を変えることができるが、眠ると人間の姿に戻ってしまう。
強い使い魔を欲しており、モリヒトを勧誘するため乙木家に通うが、その度に猫の姿でモリヒトに撫でられる快感に陥落し正体を明かせずにいる。内面はハイテンションだが、恥ずかしがり屋。「付与の魔女」がニコを狙っているのを知って元の姿でニコたちに危険を知らせる。それ以来、ニコと友達になって人間の姿で乙木家によく訪れるようになる。唯一、猫に化けていることを知っているウルフに正体を黙っていてもらうかわりに、月に1回はケイゴに三日月を見せるミッションを課される。
倉持 桃（くらもち もも） / モモチ
ニコたちをサポートするために乙木家の近所に引っ越してきた魔女。19歳。「移動の魔女」として瞬間移動魔法の使い手。ただし魔力は脂肪として溜め込まれており、「移動させる質量」と「移動する距離」に比例して体重が減る。消費後の体重は、常に肩に乗せているオカメインコの「チーク」により伝えられる。
他人の世話をすることが好きで、人に甘えられることに幸せを感じる性格。モリヒトの不在時に乙木家の面倒を見た際はニコたちを極限まで甘やかし、堕落した生活にエスカレートさせた。
土屋 美依（つちや みい） / チャミー
小学校5年生の少女で、天才子役として活躍している。「召喚の魔女」で、魔神スランプを使い魔としている（詳細は後述）。魔女修行で伊吹に世話になった縁で、幼児化したニコの精神修行を手伝うために乙木家を訪れる。
魔神スランプ
チャミーが契約している使い魔。刺青をした筋骨隆々な男性の姿をしているが、魔力の高い者しか見ることができない。チャミーのスランプ時に創造したイマジナリーフレンドの人格と、召喚された精霊とが結びついて生まれた。戦闘力は高いが、チャミーの身体から遠くに離れることはできない。チャミーを守るという使命感が強い。

### 私立翌檜高等学校
ニコと使い魔たちや伽羅、久々実の通う架空の高校。

#### 主な生徒
南 伽羅（みなみ から） / カラ
声 - 高橋李依
嬉野とともに入学初日にニコをファミレスに誘って以降友達になる。美人だが気が強くカラッとした性格で、ナンパする上級生にもガツンと言うが、根は優しく気さくで中学の時に1人ぼっちだった嬉野をファミレスに誘ったり、真桑と嬉野が歩くところを見て全てを察して気を使ったりする。
シキ
カラが作った紙人形の鳥とニコの魔法が交わることで生まれた式神。普段はカラの髪留めに留まっており、使い魔としてカラの身を守る役目を担う。
大きさを自在に変えることができる。また、屋外の紙垂用の紙でできているため耐水性を持つ。
嬉野 久々実（うれしの くくみ） / クック
声 - 小原好美
南とともに入学初日にニコをファミレスに誘って以降友達になる。中学の時に1人ぼっちだったが南にファミレスに誘われてから親友に。
普段は大人しいがオタクで好きな作品のことになると話が止まらなくなる。「ハイミ＠ちょっと低浮上中」というアカウント名で絵師をしており、チッター（TwitterのようなSNS）でフォロワーが1万人いる。普段の会話に漫画ネタが混ざっていることや『うろんミラージュ』のイベント会場限定グッズを落としたことから担任の真桑がオタクであることを見破り、オタクであることを隠そうとする真桑に「先生とうろミラの話がしたい」と説得しオタトークをする仲になる。
世代の違いもあってか真桑とは異なり、自身のオタク趣味に対しては恥ずかしがる様子もなくオープンである。
原 毅（はら こわし）
声 - 石谷春貴 / 荒木命
お腹が弱く、よくお腹を壊す。子供のころトイレに行ったことをからかわれた経験から学校のトイレが苦手であり、その為授業中に気付かれずトイレに行く魔法がないかニコに相談し、「モブリビエイト」という魔法をかけてもらうが結果的にコソコソするのは情けないと悟り、ニコの成長にも繋がっていく。
カタカナ語を多用した独特の造語でしゃべる癖がある。
石 剛志（いし つよし）
声 - 奥田寛章 / 森田則昭
意志が強い。小学2年から袖なしで、学ランやジャージの袖も破っている。
一色 崇（いっしき たかし）
声 - 市川蒼 / 津田拓真
意識が高い系。よく敵を作るタイプで入学初日に自己紹介しながら早速インスタのコメント欄を荒らされるがポジティブシンキング。
米蘭 嵐（こめらん あらし）
声 - 室元気 / 大谷翔太郎
よくコメント欄を荒らす。入学初日から早速一色のコメント欄を荒らし、ニコとカンシが立ち上げたYouTubeチャンネル「カンニコチャンネル」のコメント欄も荒らす。
活発さにかける性分なのかニコの魔法で空を飛んだ時には一人だけ学ランのままだったり、学園祭の時も当初は陰キャサイドに加わって非協力的な態度だったが、ともに最後はクラスメイトに交じって行動しているため周囲と打ち解けれないわけではない。
小保毛 統（こぼけ すべる）
声 - 野津山幸宏 / 持本耕佑
日常的にボケるタイプ。モリヒトが笑っていたのでスベってはいない模様。
西古 冬作（さいこ とうさく）
モリヒトに対し、「魔法で自分を椅子に変えるようニコに頼んでくれ」「右目と左目を逆にする魔法が無いかニコに聞いてくれ」など変な依頼をする。兄は生徒会庶務の西古凶奇。
七宝 竜太（しっぽう りゅうた）
声 - 真木駿一
モリヒトに「舞空術で飛びたい」とニコの魔法を使ってくれるよう頼んでいた。実際にニコの魔法で空を飛ぶと南、石とドラゴンボールごっこをしていたが一人だけ気を纏って飛んでいた。
漆瀬 恵那（うるせ えな）
声 - 佐藤日向
気の抜けた発言をして「うるせーな」と突っ込まれがち。
クラス親睦のためのレクリエーションとして空飛ぶ魔法を使ったときもニコの説明にツッコミを入れてモリヒトに「うるせーな」と心の中で突っ込まれる。学園祭の時もクラスでは陰キャ側のためか、熱いヤツに合わせる義務ないとボヤいて再び「うるせーな！」と突っ込まれていた。
清宮 涼華（きよみや すずか）
声 - 芹澤優
古風で清楚なタイプの黒髪ポニーテール。クラスの中でも大人しいタイプなのか、ニコの魔法で空を飛んだ時も慎重に様子を伺いながら恐る恐る浮いていた。
由緒正しい令嬢で子供のころから色々な習い事をさせられているが、その全てが悪魔的に評されるほど非常に不器用。芸事を厳しく教育している祖母からのテストをこなせなければ習い事の時間を増やされるとニコに相談を持ち掛けた。
兄は生徒会長の清宮天流。
黒和 小麦（くろわ こむぎ）
茶髪で三つ編み。実家がパン屋のため、よく店の手伝いで店番をしている。ニコの魔法で空を飛んだ時に嬉野と手をつなぎ恐る恐る浮いていた。
同じ学年の生徒に恋をして相手の考えがわかる魔法がないかニコに相談をするものの、すでに彼女がいたことで失恋に終わった。
実は幼少期から黒魔女として育てられた「土の魔女」で、自分の周りの土を自在に操ることができる。前述のエピソードもニコに自分の企みを読み取られる心配がないか探るためのものだった。ニコの告白を成功させるための儀式と称してニコを護衛から孤立させ、自らの魔法によって地中に閉じ込める。
有杉 勇気（ありすぎ ゆうき）
声 - 室元気
クラスでも特に度胸のある性格。空を飛ぶ魔法の時もとりあえず体で覚えようとしていたり、息を止めて壁抜けをする魔法のときもいきなり長時間息を止めて床に沈んだりと、ニコの魔法に対しても躊躇することなく適応する。
不破 凛（ふわ りん） / フワリン
声 - 篠原侑
ニコの魔法で空を飛んだ時に寝ながら浮かんでいた。最近はTik Tokがバズったことで話題になったらしい。
Youtubeで動画配信もしており、Tik tokがバズってからはそちらも好調とのこと。
三木 梢（みき こずえ）
ミステリー研究会所属で、暗号が得意。
文化祭のクラス展示のカフェにて「ニコの魔法により宙に浮いている」写真をSNSに投稿したところ、「土足で調理台に乗っている」と誤解され炎上してしまう。その責任を感じ一時期不登校に陥ってしまうが、暗号と垂れ幕を用いたクラスメイト全員によるメッセージに感涙し、復帰を果たした。
張木 力春（はりき りきはる）
名前通り意欲的な張り切り屋。ニコの魔法で空を飛ぶ時も女子の視界に入る位置でアクロバティックな技を決めたり、学園祭の時もやるからにはいい文化祭にしようといの一番に張り切っていた。
銚子 鯉輝（ちょうし こいてる）
声 - 井上雄貴
ニコの魔法で空を飛んだ時に女子の視界に入る位置で調子こいて指一本で逆立ちするポーズをする。
蓬莱 純（ほうらい じゅん）
声 - 山下大輝
カンシのクラスメイト。両親が英語教師で、英語の教科書によく似た画風で英語の日本語訳のような喋り方をする。
進級後は乙木たちと同じ2年4組となる。
河城 春子（ごうじょう はるこ）
1年1組の生徒。屋敷住まいのお嬢様。ニコのクラスメイトの石剛志とは幼馴染で、両想いではありつつもお互い素直になれず恋愛関係には至らなかった。その後ニコ達の後押しもあり告白に成功する。
進級後は乙木たちと同じ2年4組となる。

#### 生徒会執行部
清宮 天流（きよみや てんりゅう）
声 - 松岡禎丞
私立翌檜高等学校の生徒会長であり、ニコと同じクラスである清宮涼華の兄。子供のころから王道を行けと帝王学を学ばされた結果、王道な展開やキャラクターしか愛せなくなった。自身も制服を軍服のように改造し、カリスマ的なキャラクターを気取っているが台詞のボキャブラリーは少なめ。右手が帽子にくっついており、常に鍔を手で抑えている。
生徒会のメンバーも自分の趣味で指名した者ばかりであり、仕事の能力よりもキャラクターを優先して独断で選んでいる。そのため、ろくに仕事のできない生徒会メンバーの尻拭いとして一人ですべての雑務を引き受けている。しかし、職務に対する責任感は本物であり、高い実務能力に加えて生徒一人一人の個人情報を記憶する視野の広さを持つ。
今の生徒会に欠けている「クール系従順な格闘キャラ」候補としてモリヒトに執心しており、生徒会に招き入れようと日頃から力尽くのスカウトを行っているがその都度拒否されている。その一方で、他人に関心のないモリヒトに視野を広げてほしいという気持ちも抱いている。
伊武 荊（いぶ いばら）
声 - 沢城みゆき
薔薇投げセクシー系として天流に選出された翌檜高等学校の生徒会副会長。
生徒会であるにも関わらず、制服の胸元を大きく広げてかなり気崩した露出の高い着こなしをしている。手元の薔薇を投げつけて武器にすることができる。
剣持 弓弦（けんもち ゆづる）
声 - 福山潤
いつか裏切りそうな関西弁糸目優男として天流に選出された翌檜高等学校の生徒会副会長。
ここぞというところで目を見開くと言われているが、実際のところは思わせぶりな態度をとっているだけで何もしていない。
天流とは幼馴染。
甘井 黒蜜（あまい くろみつ） / クロミツ
声 - 久野美咲
和風ホラークーデレ枠である生徒会書記。子供に見えるが高校生であり、シロップとは双子の姉妹で妹にあたる。
意味あり気で難解なしゃべり方をしており、モリヒトから一般人にまぎれた魔女の可能性を疑われたりもしたが、その内容はほぼ日常的な雑談で特に中身があるわけではない。
シロップ
声 - 釘宮理恵
洋風ロリータツンデレ枠である生徒会書記。子供に見えるが、クロミツ同様高校生。
クロミツとは双子の姉妹で姉にあたり、難解なしゃべり方を行うクロミツの台詞を通訳している。
工 理路（たくみ りろ）
声 - 日髙のり子
一年にして生徒会会計に就任した、見た目は小学生の天才ハッカー。
他のメンバーの例に漏れず生徒会の仕事はろくにできないが、モリヒトのスマホや少年マガジン編集部にハッキングをしたり、天流から姿を隠すモリヒトの居場所をつきとめたりと妙なところで有能。Enterキーは強く叩きがち。
石破 明日人（いしば あすと） / バースト
声 - 三宅健太
野獣系脳筋巨漢である生徒会広報。
暑苦しい外見であり「ウォーリアー！」と叫び声をあげてアピールを行うなど野性的な風貌だが、生徒会の仕事に関しては熱心。
西古 凶奇（さいこ きょうき）
声 - 福島潤
サイコ系ナイフ舐め枠である生徒会庶務。モリヒトのクラスメイトである西古冬作の兄にあたる。
狂人を装いナイフをなめる癖があるが、大抵はそれで自分の舌を切っている。
酒井大樹マークII（さかいだいきマークツー）
声 - 緑川光
生徒会庶務。正体不明のミステリアスロボという枠組みだが、ダンボールの張りぼてをかぶっているだけで中身は人間。どのような経緯でこのような設定になったのかは不明。
他のメンバーが制服を気崩している中で、唯一ちゃんと制服を着ている。

#### 教員
真桑 悠里（まくわ ゆうり）
声 - 小松未可子 / 青井玲（ボイスコミック版）
ニコやモリヒトの所属する1年3組の担任教師。眼鏡をかけた美人であり、クールでミステリアスな雰囲気から独身教師からの人気も高いが、実は同人誌を買い漁るほどのガチオタ。メイクで隠せていないクマがあることから夜遅くまで起きている趣味があるとモリヒトには入学初日から見破られている。ただし「オタクは隠れる日陰者であれ」という信条から趣味をオープンにすることに抵抗があり、自身のようなオタクと一般人の間に壁を作る傾向もある。
生徒である嬉野が『うろんミラージュ』の二次創作を手掛ける推し絵師であることを知ったが、前述の信条から知らないフリをしようとした。しかし、嬉野の説得により陥落し、嬉野とオタトークをする仲になる。SNSのアカウント名は「電撃メロン」。
乙木たちの進級後は、ミハルたちの所属する1年2組の担任となる。
猪狩 弥十郎（いがり やじゅうろう）
声 - 藤井隼
五感が野生すぎる体育教師。モブリビエイトの魔法を使って存在感を消した原の存在を野生で感じ取っていた。
三好 忠宏（みよし ただひろ）
化学教師。真桑に対して密かに憧れを抱いている。『うろんミラージュ』のにわかファンで、解釈違いで真桑を苛立たせた。
不知火 久遠（しらぬい くおん）
進級後のモリヒトたちのクラス・2年4組の担任教師。思わせぶりな挙動から、生徒たちからは「前作主人公」呼ばわりされる。
妖狐の使い魔の血を引く不知火家の末裔。呪符を使った炎の術と封印術を得意とする。20年前の討伐隊に11歳で参加した際には「幻影の焔（げんえいのほむら）」と名乗っていた。その時の縁で伊吹や嶺仁とは今も連絡を取り合っている。

### 真賀二中
ミハルが通う中学校でモリヒトの出身校。
藤木 累（ふじき るい）／ジキル
声 - 阿座上洋平
真賀二中の生徒会長。ジキル博士とハイド氏のジキルが祖先のようで、破壊衝動を徐々に溜めては発散するという体質を持つ。不良生徒に襲われたミハルを助けた際にミハルと互いの秘密を打ち明け合い、以降は溜まった破壊衝動をミハルが生気として吸引する友人関係になる。
人外生物に強い興味を持っており、ミハルの紹介で乙木家の面々とも知り合う。
ミハルとともに翌檜高校に進学。同じクラスの1年2組となった他、勧誘を受けていた生徒会に入会する。
次萩 不乱（つぎはぎ ふらん）／フランちゃん
3年2組の女子生徒。ミハルや累からも「天才」と称される科学者。
自らを模したロボットに学校生活を任せており、本人は在宅でロボットを操作している。ロボットには透明化機能「ステルスモード」や拳を放出する機能「フラン拳（けん）」が備わっている。また、右目周りの人工皮膚の縫合に失敗したため眼帯で隠している。
ミハルとともに翌檜高校に進学し、1年2組の新聞係となる。

### 主要人物の親族・関係者
若月 伊吹（わかつき いぶき）
声 - 水樹奈々
ニコの母親。予言魔法を得意とし、予言の成功率を上げる為にニコも修行していた悠仙郷に留まり現在も修行を続けている。幼少の頃から親しんだ本「有本夢現詩集」を魔具として使いニコの危機を予言する。ニコの父親である夫とは普通の人間であるからか元々うまくいっていなかったが、ニコの魔力が暴走し家を破壊したこときっかけに別れた。
乙木 嶺仁（おとぎ れいじ）
声 - 小西克幸
モリヒトの父親。縁なしの眼鏡をかけているがモリヒトの幼少期の回想シーンでは黒縁眼鏡をかけている。また、20年前の討伐隊参加の際は眼鏡はかけていない。オールバックだが左右に鬼の角のようにハネた髪がある。使い魔は時代遅れであり普通の人間として生きるのもいいと考えていた。モリヒトが桃田を怪我させてしまった際に、自分以上に力があることに気付き、心の成長や鬼の力をコントロールできるようにするため鬼艮術を学ばせる。ニコが帰ってきて同居すること、ニコに災いが起こる予言が出たこと、その予言を回避するための鍵は「守護者は使い魔」いうことをモリヒトに伝えた。
家を留守にしている理由は海外出張としていたが、本当は各地に点在する魔力を放出する穴の封印を不知火の代わりに引き受けているため。
芦塚山 覚雷坊（あしづかやま かくらいぼう） / 風祭 監元（かざまつり かんげん）
カンシの父親で、大天狗。カンシの天狗術の師匠。鬼に対してライバル意識を持っており、鬼が敵として登場する『鬼滅の刃』にハマった。
20年前の討伐隊に天狗の使い魔として参加した際も、鬼の血を引く嶺仁との反りが合わずリーダーポジションを奪い合っていた。ジャンヌ・ダルクの亡霊との戦闘の際に左足を失い、現在は義足で生活している。
甲斐 大河（かい たいが）
河童の血を引く亀の使い魔。相撲に由来する強力な膂力と、水を操る術を得意とする。性格はムードメーカー気質。人嫌いの祖父に育てられたが、その反動で人の役に立ちたいと思っている。
20年前の討伐隊に参加。ジャンヌ・ダルクの亡霊を封印結界に押し込んだが、自らの下半身を結界内に残したまま封印したため、死亡する。

### 黒魔女
本作品の敵勢力。幕末期の日本で起きた魔女同士の大きな戦い・魔鬧大戦（まどうたいせん）にて白魔女に敗れ全滅したと思われていたが、その末裔が精神状態や外的な刺激から黒魔女に変化したり、人間社会に溶け込んだりしており、膨大な魔力を持つニコを捕らえようとしている。
牧之瀬 文子（まきのせ ふみこ）
声 - くじら、島田愛野（若年期）
「付与の魔女」で、自分の魔力を物に付与して操ったり、食べ物に混ぜて摂取させることで食べた人物を洗脳・強化することが出来る。寿命が尽きる直前に樒（詳細は後述）と思われる人物に接触し、寿命と魔力を引き伸ばす代償として手のひらほどの小さなサイズになってしまう。ケイゴと使い魔契約を結び、ニコを捕らえる計画に協力した。魔法を注入した飴玉で翌檜高校内に傀儡の軍団を作り上げるが、ニコとカンシのコンビネーションを前に敗れる。その後、黒幕について話す前に身体が朽ち果てて死亡した。
淵 亮平（ふち りょうへい）
声 - 興津和幸
入水自殺を試みた際に魔力を発現した「水の魔女」。水を操ることができ、硬度を変えて川に入っている者を捕らえることも可能。釣り人に扮し川遊び中のニコたちを襲撃するが、ミハルやウルフの活躍で退けられる。
現在は教会でミハルの両親とともに白魔女として生活している。
大嶽 嵐（おおたけ らん）
モリヒトと同じく鬼の一族の少年。巷では「流浪の鬼」として伝説が語られている。
モリヒトが幼少期の頃に乙木家に2週間滞在し、モリヒトと交戦する日々を過ごす。モリヒトにとっては憧れの対象であったが、モリヒトと再会を果たした際にモリヒトを殺すつもりで戦闘を振りかける。
実は1860年に鬼の父親・大嶽 虎落（おおたけ もがり）と黒魔女「不死の魔女」の母親・雲珠（うず）の間に生まれた「不死の魔女」。成長速度が急激に遅くなった10歳の頃に父を亡くし、一人で武者修行に明け暮れながら生きてきた。
自らの魔法とニコの魔法によって、かつて魔鬧大戦を引き起こし処刑された黒魔女「寿羅（じゅら）」を蘇らせる計画に協力する。
渡瀬 愛歌（わたせ あいか）／ラブカ
歯列矯正が施された歯が特徴の少女。15歳の中学3年生。「災いの日」ではミハル・藤木・次萩と対峙する。
瞬きをすることで刃を目から飛ばす「転瞬の魔女」。戦闘の際は居合術により魔法をカモフラージュしている。
ミハルとともに翌檜高校に進学し、1年2組の新聞係となるが、戦闘で対峙したことのある次萩とは互いに反りが合わない。
叶 時世（かのう ときよ）
バットマンのジョーカーに触発された顔のメイクが特徴の男性（仲間内での評判は悪い）。デザインが生徒会の西古凶奇と似ているが無関係。「災いの日」ではカンシと対峙する。
他人の夢の中に入り込み支配する「夢の魔女」。ただし自分自身の夢には入り込めない上、現実世界での本人の戦闘能力は低い。
災いの日後は、普通の人間になることを望み、魔力吸い出しを行った。
樒（しきみ）
黒魔女勢を率いる黒幕。額に茨冠のような紋様を施した青年。
植物を操る「森の魔女」。ただし戦闘時には特殊魔法に拘ることなく平然と拳銃を用いるなど、手段は選ばない面がある。
「災いの日」終盤に突如として現れ、ニコを確保すべく襲撃する。ランの不死の能力を奪い、モリヒトを銃撃するが、ニコがモリヒトを助けるために魔法を手放したことで利用価値はないと判断し、撤退する。
洌崎 陽花（すざき ひばな）
「爆破の魔女」。20年前は11歳の少女。同じく爆破の魔女だった母親・洌崎燐花とともに社会から一定の距離を置いて生活していた。燐花の死後は国領に引き取られ、彼の目的を果たすために協力した。現在は国領とともに樒に協力している。
洌崎 燐花（すざき りんか）
陽花の母親で、「爆破の魔女」。長距離ドライバーの仕事をしながら、女手一つで陽花を育てた。しかし、陽花に暴力を振るっていた家政婦を燐花が魔法を使って殺害してしまい、全国的に指名手配される。魔法の存在を公にしないために、爆薬を使って殺害したという告白文と、国領に陽花を託すという手紙を残して自殺した。
国領創路（こくりょう そうじ）
「空間の魔女」。表の顔は地質学を専門とする大学教授の男。傍らで執筆した魔術に関する著書が切っ掛けで燐花や陽花と知り合い、気に掛けるようになった。しかし、燐花の自殺とその経緯を知り、魔女が大手を振って歩ける世界を作るために寿羅の復活を目論むようになる。現在は陽花とともに樒に協力している。

### その他の人物
来夢来人でつかまえて（らいむらいとでつかまえて）
女子高生。「来夢来人でつかまえて」はハンドルネーム。趣味の囲碁とゴルフで知り合った父の友達の影響で、所謂おじさん構文を会話で多用する。
ハイミ(嬉野)とはチッターを通じて仲良くなり、オフ会で対面を果たす。また、その場に居合わせた真桑が「電撃メロン」名義で投稿した小説のファンでもあり、2人が結成した同人サークル「オシエシニッシ」の命名者となる。
うたかた模糊（うたかた もこ）
人気漫画『うろんミラージュ』の作者。プロフィールを一切公開しておらず、メディア露出の際はライオンのマスクを被っている。
その素顔は眼鏡をかけた小柄な女性。「災いの日」において山中に取材に赴いた際にカンシとトキヨの戦いに巻き込まれるが、夢の世界に侵入したトキヨを強い想像力ではね除けて事なきを得ている。
不知火とは大学時代の同期。
桃田（ももた）
声 - 谷山紀章、佐藤日向（幼少期） / 大蔵優介、高木遥香（少年期）
カサゴ頭。モリヒトが子供の頃、鬼の力をコントロールできず殴って怪我をさせてしまったことがある。それがキッカケでモリヒトは喧嘩の時も一切手を出さなくなった。あだ名は「桃田っち」。第1話でマジョリカバリーの魔法で家の壁を直す際に命よりも大事なカサゴ頭を生贄にされてハゲる。その後モリヒトと仲直りしたことが単行本で描かれている。
犬塚（いぬづか）
声 - 室元気 / 夏目桂輔
キャップとそばかすが特徴の桃田の仲間。
猿渡（さるわたり）
声 - 岩田光央 / 荒木命
金髪で眼鏡の桃田の仲間。桃田の髪型が毎日50分かけて作られていることを語る。
山本（やまもと）
声 - 櫻井トオル / 片野忍
パーマで歯が欠けている桃田の仲間。滑舌が悪い。
亀井（かめい）
中学の卒業式で桃田達にいじめられているところをモリヒトに助けられ竜宮町に逃げる。

## 作中作品

### うろんミラージュ
『うろんミラージュ』（英語: Uron Mirage）は作中の出版社である集学談書店の雑誌『週刊少年ジャガー』に2年間連載されている架空の学園ファンタジーバトル漫画。通称は『うろミラ』で、魔物退治をおこなう少年剣士たちの話である。設定・セリフ・演出などすべてがハッキリせず不明点ばかりで当初は離脱する読者も多かったが、一方で熱心に考察する読者を生み、作者が二次創作を許したことでオタク層から人気に火がつき、アニメ化により勢いよく盛り上がっているという設定である。
初出は第2巻収録の第13話「教え子が推し絵師だった件」で、嬉野久々実と真桑悠里が夢中になっているヒット作として語られた。第6巻収録の第48話が『うろミラ』第119話にあたる「ファジー討伐-4」となっている。第6巻の発売を記念して特設サイトが開設された。
また、実際のニュースサイトであるコミックナタリーで、まるで実際の連載作品であるかのような演出で作中の作者うたかた模糊と担当編集者へのインタビューやメインの声優4名のコメントが掲載された。
2025年7月6日放送のテレビアニメ『ウィッチウォッチ』第14話前半は原作48話のアニメ化であり、オープニング・エンディングの主題歌と映像が『うろミラ』仕様の特別バージョンとなっている。

#### 作中の登場キャラクター
担当声優はテレビアニメ版 / ボイスコミック版の順番に表記。
秋月 空（あきづき うつろ）
声 - 白石涼子 / 千葉翔也
『うろんミラージュ』の主人公で幻闘士（フェイント）の新人剣士。決め台詞は「ざっくりいこうぜ」で架空の第2回人気投票では第2位。
浪崎 朧（なみさき おぼろ）
声 - 吉野裕行 / 鈴木崚汰
実力のある孤高の新人幻闘士だがランキングを意識していて空をライバルと思っているらしい。身に着けたマフラーは狭霧から受け取ったもの。架空の第2回人気投票では第3位。
草間 狭霧（くさま さぎり）
声 - 下野紘 / 梅原裕一郎
空や朧の先輩で後輩育成のためにわざとひねくれたような発言をする幻闘士。架空の第2回人気投票では主人公コンビを出し抜いて第1位の座についている。
ザック・バラン（Zack Balan）
声 - 杉田智和 / 杉田智和
頭部に「獅子王の仮面」と呼ばれる着ぐるみを被った謎の男で幻闘士の中でも実力者。架空のことわざをよく口にする。
不破（ふわ）
声 - 大塚芳忠 / 菅生隆之
「不破指令」と呼ばれている幻闘士の司令官で、上官である長老に対して反逆するのではないかのような態度を示している。職場でパイプ煙草を吸っていたり、女性に対してコンプライアンス的に引っかかる発言をしたりするなど時代遅れの男性。
白藤 仄（しらふじ ほのか）
声 - 小清水亜美 / 小松未可子
不破指令の部下で秘書的役割も担う女性隊員。司令の失礼な発言も動じずに軽くあしらう。
法竜院 霞（ほうりゅういん かすみ）
空と朧を引き合わせた人物。
ファジー（Phasey）
声 - 杉田智和（ボイスコミック版）
幻闘士たちの敵でいまだに何者なのか明らかにされていない。

## 評価
2022年6月には「第6回みんなが選ぶTSUTAYAコミック大賞」にて、「comicspaceユーザーのレビューや評価・注目度などで熱量の高い作品を選出する」作品が選出されるcomicspace賞を獲得。同年8月に発表された「次にくるマンガ大賞2022」コミックス部門では第2位を獲得。

## 書誌情報
- 篠原健太 『ウィッチウォッチ』 集英社〈ジャンプ コミックス〉、既刊22巻（2025年7月4日現在）
  1. 「魔女の帰還」2021年6月9日発行（6月4日発売[集 1][8]）、ISBN 978-4-08-882696-7
  2. 「友情のスクラム」2021年9月8日発行（9月3日発売[集 2]）、ISBN 978-4-08-882764-3
  3. 「犬と雨滴」2021年11月9日発行（11月4日発売[集 3]）、ISBN 978-4-08-882842-8
  4. 「ときめきをときはなて」2022年2月9日発行（2月4日発売[集 4]）、ISBN 978-4-08-883011-7
  5. 「夏の魔物」2022年4月9日発行（4月4日発売[集 5]）、ISBN 978-4-08-883067-4
  6. 「宇宙の深淵の黒い闇」2022年6月8日発行（6月3日発売[集 6]）、ISBN 978-4-08-883154-1
  7. 「ともだちの手紙」2022年8月9日発行（8月4日発売[集 7]）、ISBN 978-4-08-883221-0
  8. 「LONG LONG A GO GO」2022年11月9日発行（11月4日発売[集 8]）、ISBN 978-4-08-883388-0
  9. 「パジャマパーティー」2023年1月9日発行（1月4日発売[集 9]）、ISBN 978-4-08-883422-1
  10. 「秋嵐」2023年4月9日発行（4月4日発売[集 10]）、ISBN 978-4-08-883454-2
  11. 「DUET DANCE」2023年6月7日発行（6月2日発売[集 11]）、ISBN 978-4-08-883559-4
  12. 「秘密の関係」2023年8月9日発行（8月4日発売[集 12]）、ISBN 978-4-08-883593-8
  13. 「笑ってウェンズデー」2023年10月9日発行（10月4日発売[集 13]）、ISBN 978-4-08-883666-9
  14. 「災いの日」2023年12月9日発行（12月4日発売[集 14]）、ISBN 978-4-08-883787-1
  15. 「新生活スタート」2024年3月9日発行（3月4日発売[集 15]）、ISBN 978-4-08-883818-2
  16. 「サンタクロース・ファンタジー」2024年3月9日発行（4月4日発売[集 16]）、ISBN 978-4-08-883877-9
  17. 「モンスターペアレンツ」2024年7月9日発行（7月4日発売[集 17]）、ISBN 978-4-08-884112-0
  18. 「The New School Year」2024年9月9日発行（9月4日発売[集 18]）、ISBN 978-4-08-884170-0
  19. 「Enter the Animation」2024年11月6日発行（11月1日発売[集 19]）、ISBN 978-4-08-884251-6
  20. 「進めクロワッサン」2025年1月9日発行（1月4日発売[集 20]）、ISBN 978-4-08-884398-8
  21. 「PHANTOM BLAZE」2025年4月9日発行（4月4日発売[集 21]、ISBN 978-4-08-884450-3
  22. 「ハイブリッドレインボウ」2025年7月9日発行（7月4日発売[集 22]、ISBN 978-4-08-884565-4

## SKET DANCEとのコラボレート
2021年2月1日より『週刊少年ジャンプ』にて4号連続でスタートした新連載作品のテレビCMが放送され、本作のCMには『SKET DANCE』の3人組が登場している。
2023年2月6日発売の『週刊少年ジャンプ』10号掲載の95話にて本作が2周年を迎え、それを記念して『SKET DANCE』のヒメコなどのキャラクターが本作に登場し、コラボレートを果たし話題となった。また作中の描写から本作の舞台が『SKET DANCE』の12年後であることが判明した。

## ボイスコミック
2022年2月よりYouTube「ジャンプチャンネル」にて、ボイスコミックが配信されている。
2022年4月からはボイコミコント化企画として新規のボイスコミックが配信されている。TikTok・YouTubeにて配信。こちらは全てのキャラクターを小松未可子、松岡禎丞、福島潤の3人で演じ分けている。同年8月以降の更新回からは、花守ゆみりが加わった4人となった。
2022年6月3日に単行本第6巻の発売記念に作中の架空の漫画『うろんミラージュ』のボイスコミックとPVが公開された。

## テレビアニメ
2025年4月より毎日放送・TBS系列『日5』枠にて連続2クールで放送中。ナレーションは駒田航。
原作と一部時系列を入れ替えており、その関係で一部の回は内容が改変されている（主にケイゴ関連）。
第6話はアニメーターの大島縁が一人で絵コンテ・演出・作画監督・原画を行っており、制作スタジオの代表である天衝も放送前にそのことをXアカウント上でアピールしていたほか、他の回と異なる演出と画風がSNSなどで注目を集めた。

### スタッフ
- 原作 - 篠原健太[9]
- 監督 - 博史池畠[9]
- 副監督 - 川瀬まさお[9]
- シリーズ構成 - 赤尾でこ[9]
- キャラクターデザイン - 飯塚晴子[9]
- 美術監督 - 薛平[9]
- 美術設定 - 竹内柚紀[9]、新妻雅行[9]、榑松迪加、斉婉廷
- 色彩設計 - 太田ゆいは[9]
- 撮影監督 - 米澤寿[9]
- 編集 - 武宮むつみ[9]
- 3DCGディレクター - 胡浩葳
- 音響監督 - 郷文裕貴[9]
- 音楽 - 橋本由香利[9]
- 音楽制作 - ミリカ・ミュージック
- プロデューサー - 青井宏之、前田吉輝、神田亮太、上原由理絵、小笠原由記、藤澤佑介、宇野裕之助
- チーフプロデューサー - 前田俊博、鈴木寿広、林辰朗、外川明宏、飯塚寿雄
- アニメーションプロデューサー - 谷口英久
- アニメーション制作 - バイブリーアニメーションスタジオ[9]
- 製作 - ウィッチウォッチ製作委員会

### 主題歌
「Watch me!」
YOASOBIによる第1クールオープニングテーマ。作詞・作曲・編曲はAyase。
同楽曲は原作者・篠原健太による書き下ろし短編小説『心コロロン』をもとに制作された。
「魔法はスパイス」
Aoooによる第1クールエンディングテーマ。作詞・作曲はすりぃ、編曲はAooo。
「ときはなて！」
はしメロによる第2クールオープニングテーマ。作詞・作曲ははしメロ、編曲はハイノミ。
「月と私のかくれんぼ」
yutoriによる第2クールエンディングテーマ。作詞・作曲は佐藤古都子、編曲はyutori。
「Bitter end」
Who-ya Extendedによる第14話（『うろんミラージュ』）オープニングテーマ。
「FLASHBACK SYNDROME」
ALIによる第14話（『うろんミラージュ』）エンディングテーマ。

### 各話リスト
| 話数       | サブタイトル                                                           | 脚本     | 絵コンテ              | 演出                                           | 作画監督 | 総作画監督                                     | 初放送日      |
| ---------- | ---------------------------------------------------------------------- | -------- | --------------------- | ---------------------------------------------- | --- | ---------------------------------------------- | ------------- |
| episode 01 | 魔女の帰還                                                             | 赤尾でこ | 博史池畠              | 坂本龍典 博史池畠                              | 野中正幸 波川裕 若山政志 安西俊之 濱口獏 | 杉村价秋                                       | 2025年 4月6日 |
| episode 02 | 大型ルーキーファミレス行こ！飛ぶ教室                                   | 赤尾でこ | 博史池畠              | 川瀬まさお                                     | 斎藤聖悟 | 沢友貴                                         | 4月13日       |
| episode 03 | 春のシースルーコーデ魔女に宅急便迷子犬と雨のビート                     | 福田裕子 | 川口敬一郎            | 鈴木拓磨                                       | 秋月彩 若山政志 近藤いずみ 斎藤聖悟 | 野中正幸 杉村价秋                              | 4月20日       |
| episode 04 | 天狗-風祭監志-                                                         | 兵頭一歩 | 熊野千尋              | 津田夏                                         | 徳 河村涼子 平鹿幸恵 斎藤聖悟 | 杉村价秋 野中正幸 沢友貴                       | 4月27日       |
| episode 05 | 教え子が推し絵師だった件今日はヘビーなストマックキャットスカウト       | 赤尾でこ | 江口大輔              | 居村雄馬                                       | 无锡市樱花卡通有限公司 猪猪 徐小山 过灿 李鑫源 张倩茹 劉簾 参窦                                                                                     | 野中正幸 斎藤聖悟 杉村价秋                     | 5月4日        |
| episode 06 | 縁結びの樹の下で                                                       | 兵頭一歩 | 大島縁                | 大島縁                                         | 大島縁 | -                                              | 5月11日       |
| episode 07 | カンニコチャンネルお茶の心はお茶の子さいさい                           | 福田裕子 | 誌村宏明              | 植木貴一                                       | 吉川真一 | 杉村价秋                                       | 5月18日       |
| episode 08 | カンシのバイト日記〜ヒーローショー〜カンシのバイト日記〜内職〜         | 涼村千夏 | 内所那葉              | 加藤大志                                       | 多田和春 土田虎太郎 大野勉 築山翔太 笠野充志 臼田美夫 中山正恵 外山陽介 黒絵レイ しまだひであき 陳海官 金海淑 孙振亮 富春 张曦萦 毛缟斑             | 斎藤聖悟                                       | 5月25日       |
| episode 09 | 伽羅へ新しい友達デート・ウィズ・ザ・ナイト                             | 福田裕子 | 堀尾鉱                | 堀尾鉱                                         | STUDIO MASSKET 育松アニメーション制作有限会社 ル ラフォート 大野勉                                                                                  | 杉村价秋 野中正幸                              | 6月1日        |
| episode 10 | ベタベタ生徒会通い猫の泡いひととき                                     | 赤尾でこ | 夏野桃子              | 藤井康雄                                       | 菊池一真 延原弘治 逵村穴 吉野美貴 五藤有樹 菊池明紘 薗部あい子 高木司                                                                               | 斎藤聖悟 杉村价秋                              | 6月8日        |
| episode 11 | 犬と雨滴・前編                                                         | 兵頭一歩 | 夏野桃子              | 尋田耕輔                                       | STUDIO MASSKET 野元愛 逵村六 育松アニメーション制作有限会社                                                                                         | 野中正幸 斎藤聖悟 大島縁                       | 6月15日       |
| episode 12 | 犬と雨滴・後編                                                         | 赤尾でこ | 博史池畠              | 博史池畠 川瀬まさお 小野田雄亮 青木youイチロー | 吉野美貴 逵村六 大野勉 柳瀬譲二 荒木詩織 大島縁 野元愛 徳 STUDIO MASSKET 育松アニメーション制作有限会社                                             | 杉村价秋 天﨑まなむ 野中正幸 池田結姫 増井良紀 | 6月22日       |
| episode 13 | 狼男－真神圭護－善人の虎高慢の狼お手軽超魅了                           | 涼村千夏 | 麦野アイス            | 池田ユウキ                                     | 大野薫野 大野勉 小川ユメキ 多田和春 土田虎太郎 高橋直弘 築山翔太 津幡佳明 三好智志 徐易 周俊杰 毛缟斑 NAMU animation 育松アニメーション制作有限会社 | 天﨑まなむ                                     | 6月29日       |
| episode 14 | うろんミラージュ 第119話「ファジー討伐-4」推し絵師日誌                 | 涼村千夏 | げそいくお 麦野アイス | 川瀬まさお 小野田雄亮                          | 星野玲香 大島縁 水崎健太 野元愛 畠山幸汰 育松アニメーション制作有限会社                                                                             | 天﨑まなむ 杉村价秋                            | 7月6日        |
| episode 15 | 夏の魔物                                                               | 赤尾でこ | 博史池畠              | 安西俊之                                       | 渋谷頒一 安西俊之 加藤明日美 大野勉 近藤いづみ 水崎健太 徳                                                                                          | 野中正幸                                       | 7月13日       |
| episode 16 | 吸血鬼－霧生見晴－傘がない会えて嬉しい                                 | 兵頭一歩 | 夏野桃子              | 小草                                           | STUDIO MASSKET | 西山実果 天﨑まなむ 大島縁                     | 7月20日       |
| episode 17 | デスゲーム挑まれたけどクソゲーだったLONG LONG A GO GO                  | 赤尾でこ | 誌村宏明              | 矢口円                                         | 安南堂仁汰 明光 武釗 魏周笑 郭余楽 呉暁雨 涼月 妙妙 徐承染 狼嚎 鞠启 蒙润天 霍霍狐火 セブンシーズ                                                   | 天﨑まなむ                                     | 7月27日       |
| episode 18 | カラちゃんとシキ狂騒のビーダマニアスクランブル・スクラップ・スクワッド | 福田裕子 | 東出太                | 芝缶太                                         | 河島久美子 吉野美貴 野元愛 渋谷頒一 畠山幸汰 | 杉村价秋 天﨑まなむ                            | 8月3日        |
| episode 19 | ともだちの手紙                                                         | 兵頭一歩 | 熊野千尋              | ウエノ史博                                     | 川口弘明 柳瀬譲二 sun qiang fan dong dong liu qi qi zhang qian ru HYUN GRAK                                                                         | 野中正幸                                       | 8月10日       |
| episode 20 | 迷い狼と通い猫                                                         | 福田裕子 | 高田恭輔              | 高田恭輔                                       | 野元愛 渋谷頒一 鎌田均 吉川真一 | -                                              | 8月17日       |

### 放送局
| 放送期間                   | 放送時間                     | 放送局                               | 対象地域 | 備考                                 |
| -------------------------- | ---------------------------- | ------------------------------------ | -------- | ------------------------------------ |
| 2025年4月6日 -             | 日曜 17:00 - 17:30           | 毎日放送（製作局）ほか TBS系列全28局 | 日本国内 | 連動データ放送 / 『日5』枠           |
| 2025年4月11日 -            | 金曜 22:00 - 22:30           | AT-X                                 | 日本全域 | CS放送 / リピート放送あり            |
| 2025年4月16日 -            | 水曜 1:00 - 1:30（火曜深夜） | BS日テレ                             | 日本全域 | BS/BS4K放送 / 『アニメにむちゅ〜』枠 |
| 2025年6月7日 -             | 土曜 20:00 - 20:30           | アニマックス                         | 日本全域 | BS/CS放送 / リピート放送あり         |
| 全放送局で字幕放送を実施。 |                              |                                      |          |                                      |

| 配信開始日   | 配信時間        | 配信サイト |
| ------------ | --------------- | --- |
| 2025年4月6日 | 日曜 17:30 更新 | ABEMAビデオ MBS動画イズム TVer ニコニコチャンネル アニメタイムズ アニメ放題 FOD J:COM STREAM DMM TV Disney+ TELASA dアニメストア Netflix バンダイチャンネル Hulu Amazon Prime Video ふらっと動画 milplus U-NEXT Lemino WOWOWオンデマンド HAPPY!動画 |

### BD
| 巻 | 発売日             | 収録話          | 規格品番  |
| -- | ------------------ | --------------- | --------- |
| 1  | 2025年7月30日      | 第1話 - 第3話   | SHBR-0776 |
| 2  | 2025年8月27日予定  | 第4話 - 第6話   | SHBR-0777 |
| 3  | 2025年9月24日予定  | 第7話 - 第9話   | SHBR-0778 |
| 4  | 2025年10月29日予定 | 第10話 - 第12話 | SHBR-0779 |
| 5  | 2025年11月26日予定 | 第13話 - 第15話 | SHBR-0780 |
| 6  | 2025年12月24日予定 | 第16話 - 第18話 | SHBR-0781 |
| 7  | 2026年1月28日予定  | 第19話 - 第22話 | SHBR-0782 |
| 8  | 2026年2月25日予定  | 第23話 - 第25話 | SHBR-0783 |

| 毎日放送・TBS系列 日5                   | 毎日放送・TBS系列 日5 | 毎日放送・TBS系列 日5                                        |
| 前番組                                  | 番組名                | 次番組                                                       |
| --------------------------------------- | --------------------- | ------------------------------------------------------------ |
| シャングリラ・フロンティア (2nd season) | ウィッチウォッチ      | 「魔法少女まどか☆マギカ 始まりの物語／永遠の物語」TV Edition |